# Stolpersteine in Latium

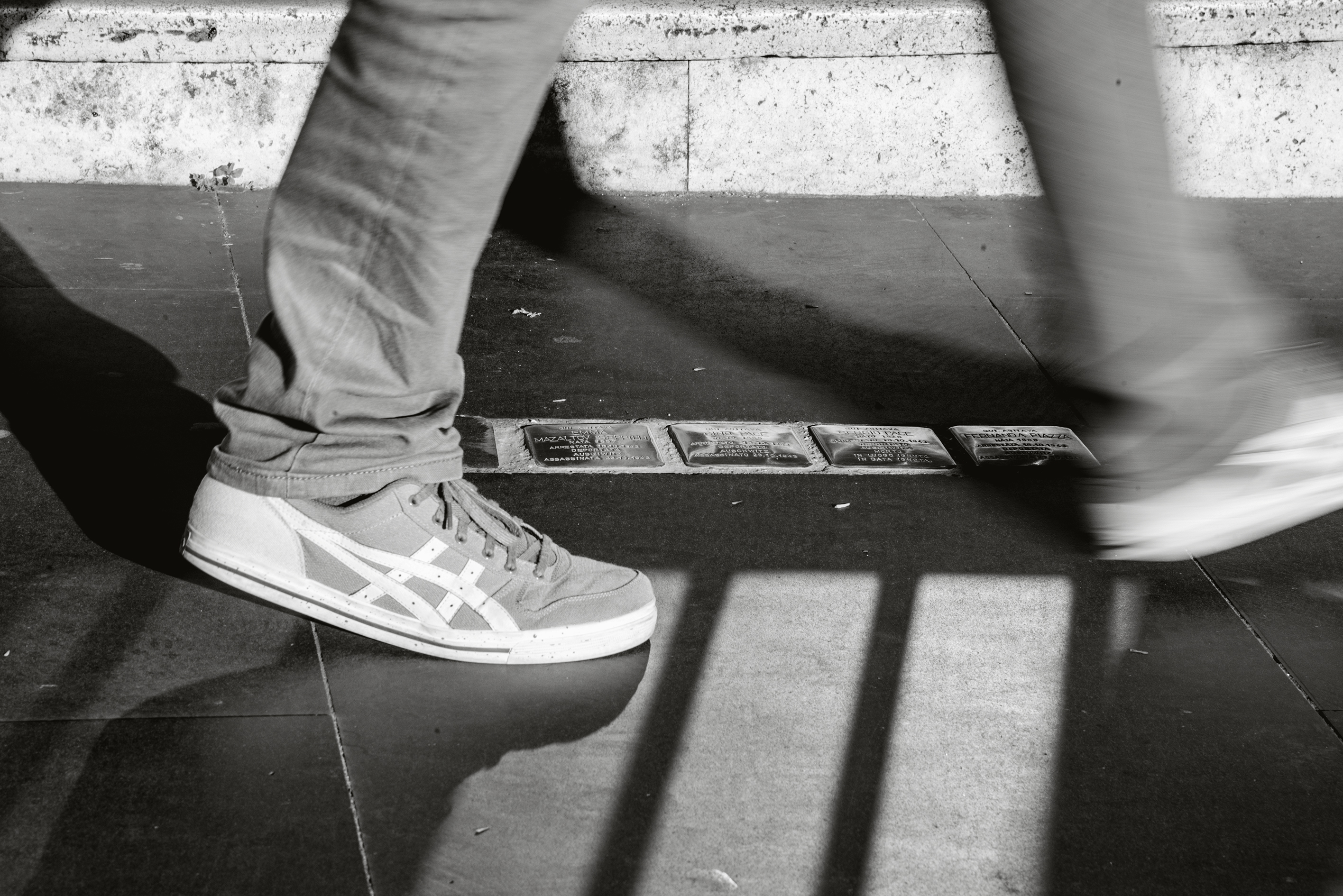
Stolpersteine in Rom

In der italienischen Region Latium gibt es derzeit 334 Stolpersteine, davon 331 in Rom. Stolpersteine ist ein Projekt des deutschen Künstlers Gunter Demnig, das im Jahr 1992 begann. Mit im Boden verlegten kleinen Gedenktafeln soll an das Schicksal von Menschen erinnert werden, die in der Zeit des Nationalsozialismus verfolgt, ermordet, deportiert, vertrieben oder in den Suizid getrieben wurden. Mit der Verlegung von Stolpersteinen wurde in Rom am 28. Januar 2010 begonnen.

## Rom
In Rom gibt es offiziell 331 Stolpersteine, die seit dem 28. Januar 2010 verlegt wurden.

## Provinz Viterbo
In der Provinz Viterbo gibt es drei Stolpersteine. Sie wurden am 8. Januar 2015 in Viterbo, der Hauptstadt der gleichnamigen Provinz, verlegt.